# レオナルド・ウジョア
ホセ・レオナルド・ウジョア・フェルナンデス（José Leonardo Ulloa Férnandez, 1986年7月26日 - ）は、アルゼンチン・リオネグロ州出身の元サッカー選手。ポジションはフォワード。185cmの長身を活かした空中戦やシュートパターンの豊富さが持ち味である。

## 経歴
2002年にプリメーラB・ナシオナル（2部）のCAIからデビューした。2005年にプリメーラ・ディビシオン（1部）のCAサン・ロレンソ・デ・アルマグロに移籍し、クラウスーラ2007でリーグ優勝を果たした。アルセナルFCとクラブ・オリンポを経て、2008年夏にスペイン・セグンダ・ディビシオン（2部）のCDカステリョンに移籍した。CDカステリョンではCAI時代のチームメイトであるホセ・カルロス・タバレスと再会し、2008-09シーズンにはチーム内得点王・リーグ6位となる16得点を挙げた。2009-10シーズンにも同じくらいの得点を決めたが、クラブは最下位でセグンダ・ディビシオンB（3部相当）降格が決定した。
2010年6月下旬、プリメーラ・ディビシオン（1部）のUDアルメリアと5年契約を結んだ。移籍金は100万ユーロ（約1億円）。9月13日、レアル・ソシエダ戦ではロスタイムに単独突破から同点弾を決め、2-2の引き分けに持ち込んだ。10月にはコパ・デル・レイラウンド32で再びレアル・ソシエダと対戦し、残り20分で2得点して逆転勝利に貢献した。12月22日、同大会のRCDマヨルカ戦ファーストレグ (4-3) では3得点1アシストの活躍を見せた。
2011年1月16日のレアル・マドリード戦 (1-1) では引き分けに持ち込む得点を決め、翌節のCAオサスナ戦 (3-2) では2得点を決めてホーム初勝利に貢献した。しかし、2月以降は無得点に終わり、初のプリメーラ・ディビシオン（1部）挑戦となった2010-11シーズンは7得点でシーズンを終えた。クラブは最下位でセグンダ・ディビシオン降格となり、2011年夏には移籍が噂されたが残留した。2011-12シーズンは得点ランキング首位を独走し、最終的に28得点を挙げて得点王に輝いたが、クラブはシーズン中の監督交代やフロントの混乱などもあり、昇格プレーオフ出場権獲得を逃した。
2013年1月13日、ブライトン・アンド・ホーヴ・アルビオンFCに移籍した。
2014年7月22日、レスター・シティFCに移籍した。2015-16シーズンは途中出場を中心に29試合に出場し、6得点を挙げ、クラブのプレミアリーグ初制覇に貢献した。しかし、2016-17シーズンはイスラム・スリマニらの加入により出番を失った。2017年1月にアラベスからのオファーをクラブが拒否し、それに対して、ウジョアの代理人がクラウディオ・ラニエリ監督とクラブを批判し、その後、ウジョア本人も指揮官とクラブの対応を批判した。
2017年8月24日、クラブとの契約を2019年6月まで延長した。
2018年1月29日、ブライトンにシーズン終了までレンタル移籍した。
2018年8月11日、パチューカに移籍した。
2019年8月31日、ラージョ・バジェカーノと契約した。

## タイトル

### クラブ
サン・ロレンソ
- プリメーラ・ディビシオン: 2007クラウスーラ

アルセナル・サランディ
- コパ・スダメリカーナ: 2007

レスター・シティ
- プレミアリーグ: 2015–16[16]

### 個人
- セグンダ・ディビシオン得点王 : 2011-12